# 陶隆司
陶 隆司（すえ たかし、1921年7月31日 - 2010年12月26日）は、日本の俳優。群馬県館林市生まれ埼玉県出身。本名及び旧芸名は陶 隆（読みは同じ）。
はちの会、、劇団中芸、東京芸術座、東京映画俳優協会、つくしグループに所属していた。

## 人物・略歴
浦和町立浦和商業学校（現・埼玉県立浦和商業高等学校）卒業。東京陸軍経理学校卒業。
経理将校として、太平洋戦争（兵役（旧・満州国　関東軍経理将校）に従軍。
1951年、舞台『街道』でデビュー。
1954年、劇団中芸（東京芸術座の前身）発足時に、新人オーディションに合格して入団。
剣道と槍術の心得があり、双方では『嗚呼!! 花の応援団 男涙の親衛隊』の青田玄道役を、また、槍術ではテレビドラマ『新選組血風録』（1965年 東映京都＋NET）の武田観柳斎役の起用のきっかけとなった。

## 出演作品

### 映画
- 山かげに生きる人たち（1961年、青山通春監督）
- 人間の條件 完結篇（1961年、小林正樹監督）- 小椋上等兵
- 山河あり (1962年)
- 帝銀事件 死刑囚（1964年、熊井啓監督）- 国木田
- ドレイ工場（1968年、山本薩夫監督）- 馬場
- 婉という女（1971年、今井正監督）- 番士長
- どぶ川学級（1972年、橘祐典監督）- 校長
- 軍旗はためく下に（1972年、深作欣二監督）- 役場の職員
- ゴキブリ刑事（1973年、小谷承靖監督）- 松野
- 狭山の黒い雨（1973年、須藤久監督）
- 赤ちょうちん（1974年、藤田敏八監督）
- はだしのゲン（1976年、山田典吾監督）- 大西
- 嗚呼!! 花の応援団 男涙の親衛隊（1977年、曽根中生監督）- 青田玄道
- 人妻集団暴行致死事件（1978年、田中登監督）- 池本甚平
- 天平の甍（1980年、熊井啓監督）- 道抗

### テレビドラマ
- 七色仮面（1959年、NET / 東映） - 木の村
- 良太の村（1960年 - 1970年、NHK教育テレビ）
- 松本清張シリーズ・黒の組曲 第33話「紐」（1962年、NHK） - 田村主任
- 隠密剣士 第七部　忍法根来衆（1964年、TBS / 東映） - 根来忍者 鬼眼法師
- 新選組血風録 第17話「鴨川銭取橋」（1965年、NET / 東映） - 武田観柳斎
- 大河ドラマ（NHK）
  - 太閤記(1965年) - 宗納
  - 樅の木は残った(1970年)
  - 新・平家物語(1972年) - 朽縄の富蔵
  - 国盗り物語(1973年) - 郡代
  - 風と雲と虹と(1976年) - 公家
  - 花神(1977年) - 和泉屋
  - 黄金の日日(1978年)  第14話「信玄上洛」- 夏目次郎左衛門
  - 峠の群像(1982年)
  - 山河燃ゆ(1984年)
  - 春の波涛(1985年) - 朝吹
- 三匹の侍（CX）
  - 第4シリーズ 第15話「負け犬」（1967年） - 喜三郎
  - 第6シリーズ 第12話「土は哭いていた」（1968年） - 茂平
- バンパイヤ 第13話「消えた王女」（1968年、CX） - 和良地警官
- ゴールドアイ 第22話「地下大金庫潜入」（1970年、NTV / 東映） - 田口
- ウルトラシリーズ（TBS / 円谷プロ）
  - 帰ってきたウルトラマン 第23話「暗黒怪獣星を吐け!」（1971年） - 南條純子の父親
  - ウルトラマンレオ 第43話「恐怖の円盤生物シリーズ! 挑戦! 吸血円盤の恐怖」（1975年） - 城北署刑事
- シルバー仮面ジャイアント 第15話「怪奇宇宙菩薩」（1972年、TBS / 宣弘社） - 忠二の父
- 鬼平犯科帳 第2シリーズ 第19話「刃傷以后」（1972年、NET / 東宝） - 赤間の文治郎
- 人造人間キカイダー 第22話「シロノコギリザメ 悪夢の12時間」（1972年、NET / 東映） - 医師（シロノコギリザメ人間態）
- 助け人走る 第4話「島抜大海原」（1973年、ABC / 松竹） - 喜太郎
- つぶやき岩の秘密（1973年、NHK）
- 鉄人タイガーセブン 第7話「疾風!! オオカミライダー部隊」（1973年、CX / ピー・プロ） - 金井社長
- 水戸黄門（TBS / C.A.L）
  - 第2部 第18話「母子追分 -追分-」（1971年1月25日）
  - 第4部 第20話「湖水の女 -十和田-」（1973年6月4日） - 儀助 ※ 陶隆名義
  - 第6部 第2話「哀愁稗搗節 -宮崎-」(1975年4月7日） - 島蔵 ※ 陶隆名義
  - 第7部 第20話「暴れ姫君 -会津-」（1976年10月4日） - 若松屋儀兵衛
  - 第9部 第26話「代官を救った文庫 -佐野-」（1979年1月29日） - 下野屋仁兵衛
  - 第10部 第25話「白いお髯の千里眼 -八王子-」（1980年2月4日）- 油屋利兵衛
  - 第11部 第15話「天狗の鼻にお灸 -会津-」（1980年11月24日）- 伝蔵
  - 第12部 第25話「嘘を承知で親孝行 -富岡-」（1982年2月15日） - 大番頭・久兵衛
  - 第16部 第38話「命を賭けた用水路 -小山-」（1987年1月12日） - 山木屋
  - 第18部 第26話「怨念渦巻く祭の宿 -豊川-」（1989年3月13日） - 春日屋勘兵衛
  - 第19部 第16話「鬼が巣喰う金の山 -佐渡-」（1990年1月15日） - 港屋源兵衛
- 科学捜査官 第13話「顔が二つある女」（1973年、KTV / 松竹） - 宝石店泳宝堂店長・永田
- ご存知遠山の金さん 第28話「与力が殺し屋になるとき」(1974年、NET / 東映）
- 大江戸捜査網（12ch / 三船プロ）
  - 第53話「花のお江戸の喧嘩鳶」（1972年） - 辰造
  - 第77話「走れ!娘飛脚」（1972年） - 徳兵衛
  - 第147話「過去を秘めた謎の女」（1974年） - 和泉屋伝吉
  - 第156話「謎の男を追え!」（1974年） - 暗闇の五郎蔵
  - 第179話「狙われた密会」（1975年） - 美濃屋
  - 第246話「必殺! 捨身の勝負」（1976年） - 辰三
  - 第293話「対決! 忍者の掟」（1977年） - 骨董屋の主人
  - 第366話「十手は囮の免許状」（1978年） - 堀田監物
  - 第537話「父よ母よ、暴走娘愚連隊」（1982年） - 源兵衛
  - 第632話「生か死か! 傷だらけの女豹」（1984年） - 本州屋
- 伝七捕物帳 （NTV）
  - 第32話「娘十八天一坊」（1974年）- 治助
  - 第145話「下町情話板前仁義」（1977年）- いたちの直助
  - 第154話「狙われた赤ン坊」（1977年）- 友造
- 電人ザボーガー 第36話「空飛ぶ巨砲 ドルカノン」（1974年、CX / ピー・プロ） - 木原耕造
- 座頭市物語 第24話「信濃路に春は近い」（1975年、フジテレビ）
- 大岡越前（TBS / C.A.L）
  - 第4部 第19、20話「天下を盗る（前・後編）」（1975年2月10、17日） - 松吉 ※陶隆名義
  - 第6部 第27話「殺生禁断! 鯉の罠」（1982年9月6日） - 由蔵
- 夫婦旅日記 さらば浪人 第3話「虹を渡る武士」（1976年、CX）
- 愛が見えますか（1976年、NTV / 東京映画）
- 太陽にほえろ!（NTV / 東宝）
  - 第202話「手紙」（1976年） - 三浦の元上司
  - 第306話「ある決意」（1978年） - 料理屋店主
- 人魚亭異聞 無法街の素浪人 第23話「さらばミスターの旦那」（1976年、NET / 三船プロ） - 仁村屋久兵衛
- 銭形平次（CX / 東映）
  - 第548話「お七は殺しを見た」（1976年） - 仁助
  - 第604話「五年目の真実」（1978年） - 加平
  - 第617話「おゆき」（1978年） - 久左ヱ門
  - 第644話「にせ平次奮戦記」（1978年） - 嘉助
  - 第698話「心のかけ橋」（1979年） - 卯平
  - 第721話「ひとりぼっちの反抗」（1980年） - 喜三郎
  - 第743話「傷だらけの恋」（1980年） - 利兵ヱ
  - 第759話「浮世がからんだ一番富」（1981年） - 佐渡屋
  - 第832話「針のむしろ」（1982年） - 弥助
  - 第888話「ああ十手ひとすじ!! 八百八十八番大手柄」（1984年） - 火消し・は組の頭
- 岸壁の母（1977年、TBS）
- 赤とんぼ（1978年、THK / 日本現代企画） - 小村雄太郎
- 新五捕物帳（NTV / ユニオン映画）
  - 第19話「あさき夢みし 江戸の春」（1978年） - 嘉助
  - 第159話「江戸の渦巻」（1981年）  - 大黒屋
- 桃太郎侍 第71話「親子十手に花が咲く」（1978年、NTV / 東映） - 久世石見守
- そば屋梅吉捕物帳 第12話「炎と燃える十手花」（1979年、12ch / 国際放映） - 信濃屋
- Gメン'75（TBS / 東映）
  - 第199話「土曜日にネズミを殺せ!」（1979年） - 坂口巡査長
  - 第259話「銭湯帰りのOL殺人事件」（1980年） - 恩田巡査長
  - 第273話「怪談・死霊の棲む家」（1980年） - 植谷治郎
  - 第335話「女刑事に恐怖が這いよる時」（1981年） - 茂木ジュウゾウ巡査
- 鉄道公安官（1979年、ANB）
- 闇を斬れ 第21話「人肌人形一夜妻」（1981年、KTV / 松竹） - 肥前屋
- 立花登・青春手控え（1982年、NHK）
  - 第3話「返り花」
  - 第21話「影の中の女」
- 特捜最前線（ANB / 東映）
  - 第174話「高層ビルに出る幽霊!」（1980年）
  - 第264話「白い手袋をした通り魔!」（1982年）
  - 第456話「終着駅の女 新宿駅・田所初江の蒸発!」（1986年）
- ピーマン白書 最終話「仰げば尊し我が師の恩」（1980年、CX / テレビマンユニオン）
- 噂の刑事トミーとマツ 第2シリーズ 第15話「笑撃ガンプレイ! 噴火口の対決」（1982年、TBS）
- 遠山の金さん 第1シリーズ （ANB / 東映）※高橋英樹版
  - 第92話「南海の女・琉球より愛をこめて!」（1984年）- 大隅屋惣兵衛
  - 第98話「人呼んで"桜吹雪の女"II」（1984年）- 弥平
- 女ふたり捜査官 第13話「ソープランドから来た母」（1986年、ABC / テレパック）
- 円空（1988年、NHK）
- 忠臣蔵外伝 薄桜記（1991年、TX / 杉友・松竹）